# Cyanaeorchis
Cyanaeorchis is een geslacht van orchideeën uit de onderfamilie Epidendroideae.
Het zijn terrestrische planten van moerassige gebieden en vochtige graslanden uit tropisch Brazilië, Venezuela en Paraguay, met karakteristieken die een combinatie zijn van die van de geslachten Galeandra, Chloraea en Eulophia.

## Naamgeving en etymologie
De botanische naam Cyanaeorchis is een samenstelling van Oudgrieks κυάνεος, kuaneos (blauw) en ὄρχις, orchis (orchidee), zonder enig duidelijk verband met de kleur van deze planten.

## Kenmerken
Cyanaeorchis-soorten zijn niet-winterharde terrestrische planten met vertakte, dikke, vlezige wortels, waaruit elk jaar opnieuw een rechtopstaande stengel ontstaan. De stengel is aan de basis omhuld door bladscheden en draagt twee stengelomvattende, spitse, lijnvormige bladeren, en een eindstandige, tot 60 cm lange bloemtros met enkele tot een tiental bloemen, die zich een voor een openen.
De bloemen zijn 3 à 4  cm groot, met de dorsale kroonbladen gelijk van vorm doch veel kleiner dan de kelkbladen. De bloemlip is drielobbig, de middenlob met twee longitudonale, van papillen voorzien ribben, de smallere zijlobben rechtop rond het gynostemium gebogen. Het gynostemium is lang, ongevleugeld, met een verlengde voet en een eindstandige helmknop die vier pollinia draagt.

## Taxonomie
Het geslacht omvat slechts één of twee soorten. De typesoort is Cyanaeorchis arundinae.
Volgens Hoehne is de tweede soort, C. minor, een synoniem van C. arundinae, omdat enkel de grootte verschilt. Dit zou kunnen verklaard worden door de groeiomstandigheden.

### Soorten
- Cyanaeorchis arundinae (Rchb.f.) Barb.Rodr. (1877)
- Cyanaeorchis minor  Schltr. (1920)